# Tuaregek

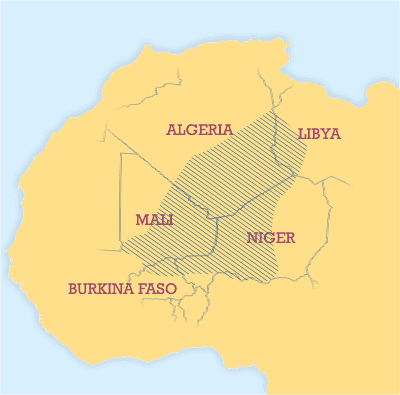
Tuaregek által lakott terület a Szaharában

A tuaregek egy afrikai berber nép, a Szaharában és a Száhel-övezetben élnek. Nyelvük a tamasek. Több száz éve nomád módon élnek Algériában, Nigerben, Maliban, Mauritániában, Líbiában, Burkina Fasóban és Nigériában.

## Név
A „tuareg” név a targi szóból ered, ami azt jelenti, hogy „a Targa-völgyből”. A Targa-völgy Líbiában, a Fezzan környéken található. A targa egy berber szó, jelentése „csatorna”. Ők maguk úgy hívják magukat, hogy kel tamasheq („akik tamasekul beszélnek”) vagy imuhaq („a szabadok”).

## Történet
A tuaregek a berberek egy csoportját alkotják. Ókori források arra engednek következtetni, hogy a garamantészektől származnak, akiket a muszlimok a 7. században Fezzanból elűztek. A garamantokról rengeteg történelmi forrás maradt fenn, és őstörténetük sokkal jobban  ismert, mint a tuaregé. Fő jellemzőjük volt a négylovas harci szekerek használata, amelyekről sziklarajzok maradtak fenn az Atlasz-hegységben. A tuareg területeken is vannak sziklarajzok lovaskocsikról, ám ezek kétlovas szekereket ábrázolnak. Emiatt számos tudós kizárja a garamant-tuareg azonosságot.
A tuaregek eredetét kutató elméletek sem mentesek a misztikus, legendás elemektől. Olyan legenda is létezik, mely szerint a Tunéziába behatolt kereszteseket ellenségeik a Szaharába űzték, és ott a nomádok segítségével életben maradtak, és elnomádosodtak. Büszke, fegyelmezett és méltóságteljes magatartásuk és vitézségük katonaőseikre vezethető vissza.
Először a Szaharát népesítették be, és egyúttal a tubu népet a Tibeszti-hegységbe űzték. Amikor a 16. században a Szongáj Birodalom gyengülni kezdett, a Száhil övet is meghódították, és elfoglalták Timbuktut.

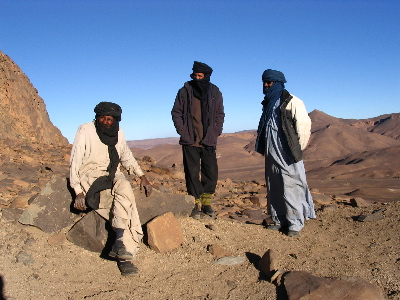
Tuareg férfiak

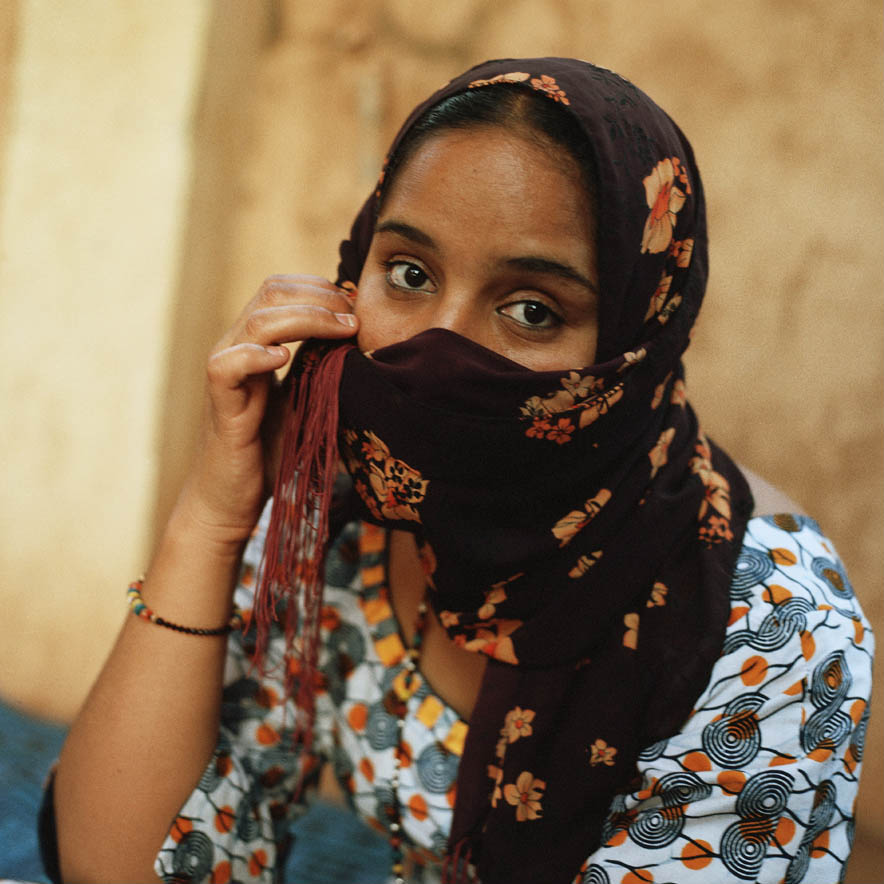
Tuareg asszony Maliban

A 19. században sokáig ellenálltak a francia gyarmatosításnak. Csak 1917-ben kötöttek békét Franciaországgal. Amikor a francia kolóniák Afrikában 1960-ban függetlenségüket elnyerték, a tuaregek területét több ország között osztották fel: Algéria, Niger és Mali (vannak még tuaregek Burkina Fasóban, Mauritánia, Líbia és Nigéria területén is).
A tuaregek „fővárosa” – ha egy nomád népnél egyáltalán lehet ilyenről beszélni a Nigerben található Agadez.
1990 és 1995 között Maliban és Nigerben tuareg felkelések törtek ki, mert úgy érezték, hogy marginalizálódnak. Egyik híres vezetőjük Mano Dayak volt. A líbiai polgárháborúban sok tuareg zsoldos harcolt.
A 2011-es első líbiai polgárháború idején az azawadi tuaregek zöme Moammer Kadhafi mellett harcolt zsoldosként. Miután vereséget szenvedtek, hazatértek, de a Líbiából hozott fegyvereikkel 2012. január 17-én támadást indítottak a Mali kormány ellen Azawad függetlenségének a kivívásáért. A lázadók helyzetét jelentős mértékben megkönnyítette, hogy időközben, március 21-én Bamakóban a hadsereg parancsnokainak egy része puccsot hajtott végre Amadou Toumani Touré elnök ellen. A zűrzavaros helyzetben a tuareg lázadók bevették Kidali, Gao és Timbuktu városokat (április 1-jén), majd április 6-án a bamakói anarchikus helyzetre hivatkozva kikiáltották Azawad függetlenségét. Mikor az eleinte szövetséges iszlamista lázadók 2013 januárjában további előrenyomulásba kezdtek Mali déli területeinek irányába, január 11-én a francia hadsereg a mali kormány megsegítésére megkezdte a Szervál hadműveletet. Ennek keretében január végére a térség összes jelentősebb települése a mali–francia csapatok kezére került. Az intervenció támogatására időközben az ECOWAS 5000, Csád 2000 katonát küldött. A tuareg lázadók az intervenciós csapatok oldalára álltak a konfliktusban, sőt az azawadi függetlenségi kiáltványt is visszavonták, hitet téve Mali területi integritása mellett.

## Kultúra és vallás
A legtöbb tuareg nomád állattenyésztő, vannak köztük kovácsok, tevetenyésztők, karavánvezetők. Többnyire muzulmánok. Társadalmuk hierarchikus. Saját írásrendszerük van, a tifinagh. A nők tanítják a gyermekeknek.
Minden tuareg klán (tawshet) egy törzset alkotó családból áll, melyek mindegyikét a törzs főnöke, az amgár vezeti. A klánok törzsszövetséget (kel) alkothatnak egyetlen vezető, az Amenukal vezetése alatt.
- Tinariwen – egy nemzetközi sikert elért tuareg zenekar.